# Manoscritto K di Francia
Il manoscritto K di Francia è un codice di Leonardo da Vinci conservato presso l'Institut de France.

## Storia
Il manoscritto fu consegnato alla Biblioteca Ambrosiana nel 1674 da parte di Orazio Archinto.
Fu sottratto alla biblioteca nel 1796, durante la sottrazione napoleonica, e venne restituita solo nel 1815, dopo la sconfitta di Napoleone Bonaparte.